# Municipio de Anderson (condado de Warrick)
El municipio de Anderson (en inglés: Anderson Township) es un municipio ubicado en el condado de Warrick en el estado estadounidense de Indiana. En el año 2010 tenía una población de 1274 habitantes y una densidad poblacional de 22,22 personas por km².

## Geografía
El municipio de Anderson se encuentra ubicado en las coordenadas 37°56′2″N 87°18′10″O / 37.93389, -87.30278. Según la Oficina del Censo de los Estados Unidos, el municipio tiene una superficie total de 57.33 km², de la cual 53.67 km² corresponden a tierra firme y (6.37%) 3.65 km² es agua.

## Demografía
Según el censo de 2010, había 1274 personas residiendo en el municipio de Anderson. La densidad de población era de 22,22 hab./km². De los 1274 habitantes, el municipio de Anderson estaba compuesto por el 97.1% blancos, el 0.08% eran afroamericanos, el 0.55% eran amerindios, el 0.55% eran asiáticos, el 0.08% eran isleños del Pacífico, el 0.47% eran de otras razas y el 1.18% pertenecían a dos o más razas. Del total de la población el 0.78% eran hispanos o latinos de cualquier raza.